# Vexi Salmi
Veikko Olavi Salmi dit Vexi Salmi  (né le 21 septembre 1942 à Hämeenlinna et mort le 8 septembre 2020 à Helsinki) est un journaliste, auteur-compositeur, écrivain, parolier, réalisateur artistique finlandais,. 

## Écrits
- Raha ratkaisee (livre sur Irwin Goodman) (Karisto, 1967)
- Noomit (roman satirique) (Karisto, 1982)
- Lautturin lauluja (poèmes) (Karisto, 1983)
- Siniset mokkakengät (roman) (WSOY, 1993)
- Mikä laulaen tulee (roman) (WSOY, 1994)
- Rantaravintola (roman) (WSOY, 1995)
- Orpo Piru ja Siivetön Enkeli (satukirja) (Tammi, 1996), kuvitus Tapani Mikkonen
- Elvis elää! (roman) (WSOY, 1997)
- Laulu nimipäivälle (WSOY 1997)
- Ruma ankanpoikanen (contes) (Tammi, 1998),
- Tuulen poika ja ajatar (Tammi, 2000) (contes)
- Kari Tapio – Olen suomalainen (biographie de Kari Tapio) (WSOY, 2002)
- Vinyylin rahinaa (WSOY, 2003)
- Seitsemän suurta satua riimein (WSOY, 2006)
- Minun Hämeenlinnani (Karisto Oy, 2009)
- Rinkelinkadun pojat (Hämeenlinnan Kirjakauppa Oy, 2009)
- Huuto kuului Hauholle saakka – HPK:n pitkä tie mestaruuteen (HPK/Edustusjääkiekko Ry, 2009)
- Afrikan tähti (JR-Production, 2010)
- Rinkelinkadun pojat 2 (Hämeenlinnan Kirjakauppa, 2011)

## Prix et recompenses
- Prix Reino Helismaa, 1989
- Prix Juha Vainio, 1993
- Prix Musiikki & Median kunniapalkinto, 1999
- Prix Emma, 2000
- Prix de la fondation Kullervo Linna, 2004[3]
- Médaille Pro Sculptura, 2011[4]